# Chelmon
Chelmon är ett släkte i familjen fjärilsfiskar (Chaetodontidae)  som omfattar 3 arter, som alla blir mellan 18 och 21 centimeter långa. De förekommer vid korallrev och kustnära vatten vid Andamanerna och Nikobarerna, Australien, Hongkong, Indien, Indonesien, Kambodja, Kina, Japan, Malaysia, Mauritius, Papua Nya Guinea, Filippinerna, Singapore, Salomonöarna, Sri Lanka, Taiwan, Thailand och Vietnam.